# جزیره دل کانیو
جزیره دل کانیو (اسپانیایی: Isla del Caño) یک جزیره کوچک و ذخیره‌گاه زیستی در خلیج کورکووادو در اوسا، کاستاریکا است. این جزیره در سمت اقیانوس آرام کاستاریکا قرار دارد، ۱۰ مایل (۱۶ کیلومتر) غرب پونتا یورونا در پنینسولا دی اوسا. این جزیره به‌طور عمودی به یک سطح صاف با ارتفاع ۱۲۳ متر (۴۰۴ فوت) می‌رسد.